# Еленинская улица (Ломоносов)
Еле́нинская улица — улица в городе Ломоносове Петродворцового района Санкт-Петербурга. Проходит от Верхнего парка за улицу Ломоносова.

## История

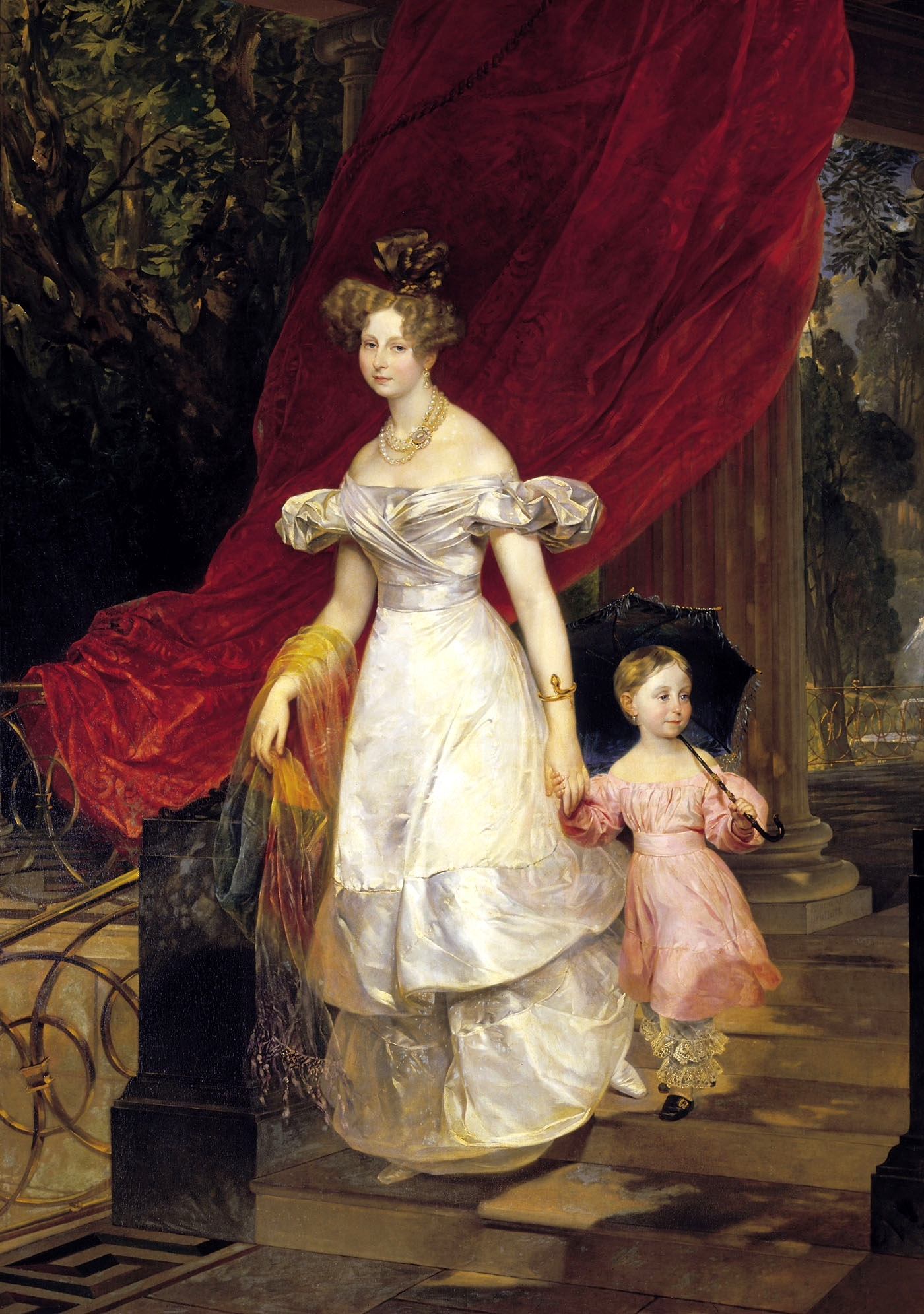
Портрет великой княгини Елены Павловны с дочерью Марией (Карл Брюллов, 1830, ГРМ)

Первоначально называлась Наго́рной улицей и проходила в Ораниенбауме от Иликовского проспекта до современной улицы Ломоносова. Топоним появился в 1790-х годах и был связан с тем, что улица проходила по горе (Литориновому уступу) параллельно Главной улице (ныне Дворцовый проспект). Также было отмечено название Нагоро́дная улица.
27 февраля 1869 года улицу назвали Еленинской — в честь великой княгини Елены Павловны, владелицы Ораниенбаума.
В 1917 году улицу переименовали в Ленинскую — в честь большевистского лидера В. И. Ленина. Как говорится в Большой топонимической энциклопедии Санкт-Петербурга, «название возникло стихийно, когда революционно настроенная молодежь и солдаты Ораниенбаумского гарнизона уничтожили первую букву на указателях названия улицы».
13 января 1998 года улице вернули историческое название Еленинская.
20 июля 2010 года улицу продлили на запад до Верхнего парка.
На участке от улицы Ломоносова до конца северную (чётную) сторону занимает безымянный сквер на спуске Литоринового уступа.

## Застройка
- Дом 8 — жилой дом (вторая половина XIX в.; объект культурного наследия регионального значения[3]). В начале 1990-х годов заброшенный к тому времени дом сгорел, а затем был разобран. Если КГИОП подпишет распоряжение и снимет статус памятника, то воссоздавать утраченный дом не будут[4].
- Дом 10 — жилой дом (вторая половина XIX века; объект культурного наследия регионального значения[3]). Сгорел в 2009 году, снесён осенью 2015 года, планируется воссоздание[5]

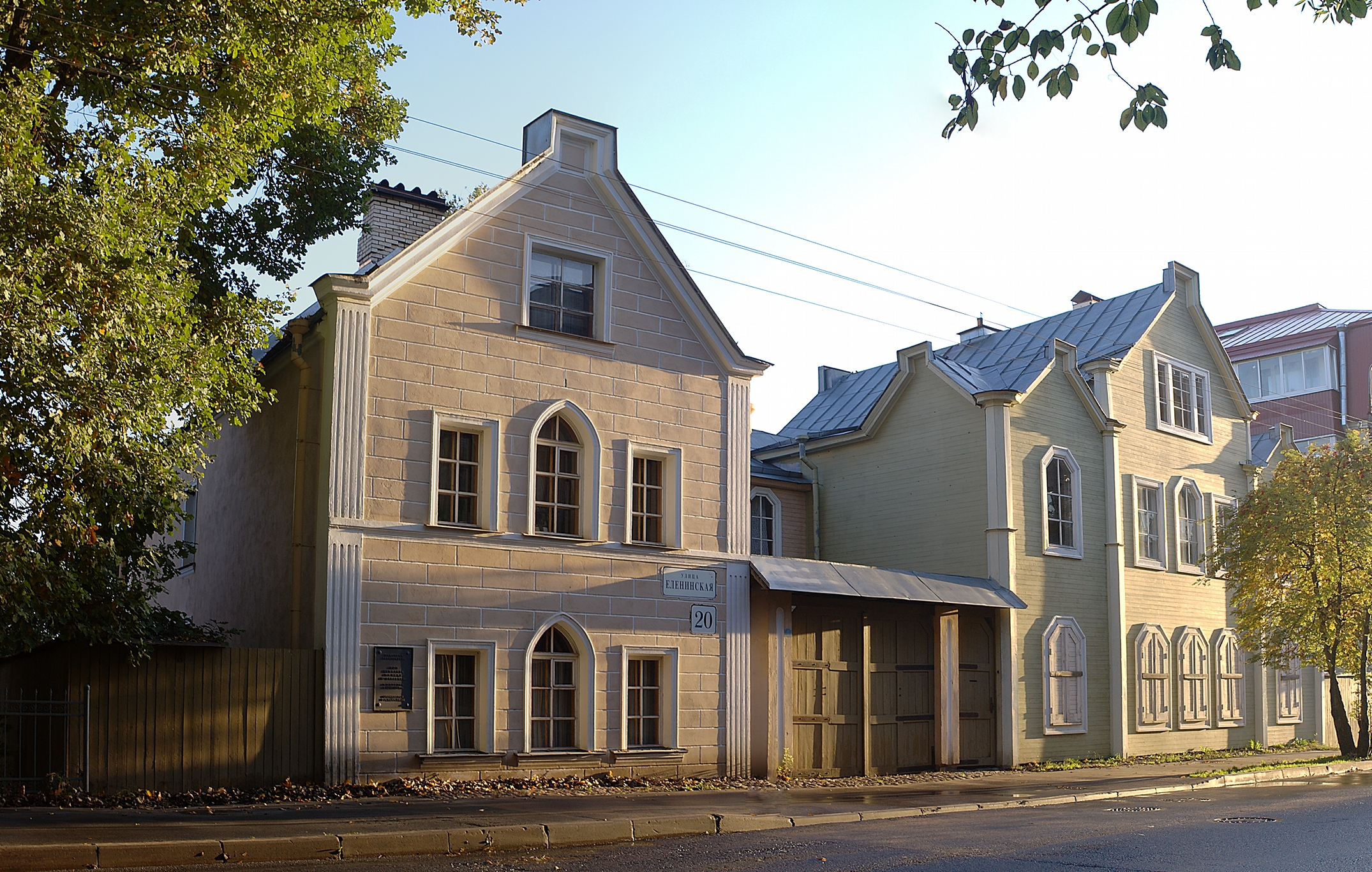
Бывшая усадьба контр-адмирала П. Ф. Анжу

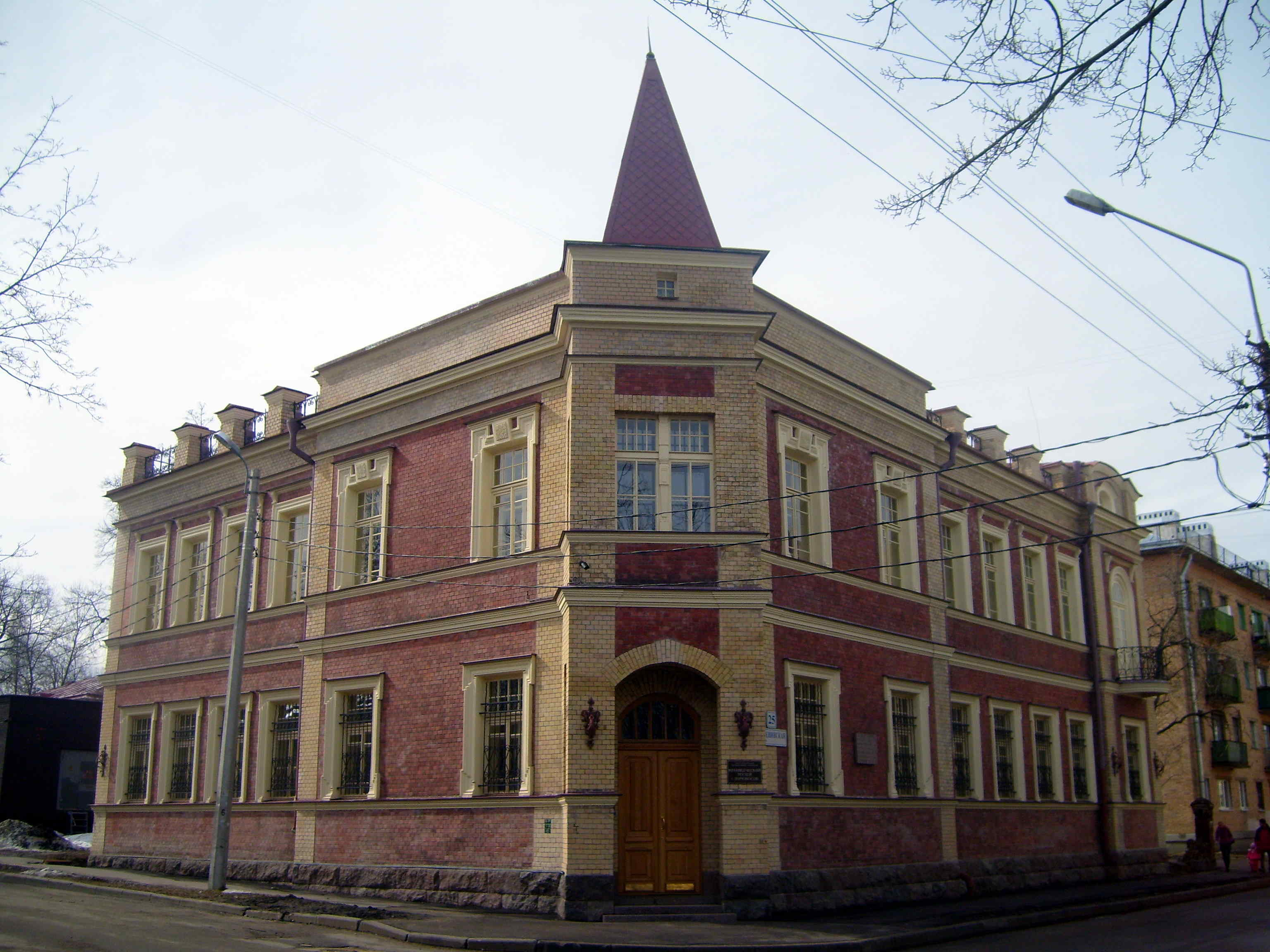
Краеведческий музей

- Дом 13 — комплекс зданий бывшего детского приюта герцогов Мекленбург-Стрелицких, впоследствии родильный дом (1850-е; 1871—1872; 1895; 1912; объект культурного наследия регионального значения[6])  781711204940025

- литера А — прачечная
- литера Б — службы
- литера Д — жилой дом
- литера Ж — флигель
- литера И — новый родильный дом
- литера К — родильный дом

- Дом 14 — дом Мельникова середина XIX века.  781721204160005
- Дом 16 — жилой дом (конец XIX века; объект культурного наследия регионального значения[3]).  781721204210005
- Дом 18 — дом, где в 1917 году работал первый ораниенбаумский Совет рабочих, крестьянских и солдатских депутатов и находился штаб ораниенбаумского отряда Красной гвардии (середина XIX века; объект культурного наследия регионального значения[7]).  781711219150005
- Дом 20 — флигель дома контр-адмирала П. Ф. Анжу (1848; объект культурного наследия регионального значения[3]).
- Дом 22 — главный дом контр-адмирала П. Ф. Анжу (1848; объект культурного наследия регионального значения[3]).  781721204290005
- Дом 24 — жилой дом (конец XIX века; объект культурного наследия регионального значения[3]).  781710875800005
- Дом 25/15 — бывшее здание Офицерского собрания (начало XX века; объект культурного наследия регионального значения[3]); с 2004 года в здании располагается краеведческий музей г. Ломоносова[8].  781710875810005
- Дом 26/13 — Дом Волкова, конец XIX — начало XX вв[9][10].  781710875850005

## Перекрёстки
- Иликовский проспект
- Манежная улица
- Манежный спуск
- Михайловская улица
- Владимирская улица
- улица Ломоносова